# Teoría del punto de vista
La teoría del punto de vista (Standpoint Theory) es un enfoque epistemológico empleado en algunas disciplinas académicas para analizar discursos intersubjetivos. Este cuerpo de trabajo propone que la autoridad se sostiene en el poder que ejerce dicha autoridad y en el conocimiento de los individuos (sus perspectivas, o puntos de vista).
El concepto más importante de la teoría del punto de vista es que las propias perspectivas de un individuo están moldeadas por sus experiencias sociales y políticas. Se argumenta que los puntos de vista son multifacéticos en lugar de esencialistas: las experiencias grupales crean una perspectiva general y permanente de una situación de nivel macro, pero sin experiencias personales, el punto de vista de uno no puede ser realmente comprensible. La fusión de las muchas dimensiones experimentadas de una persona forma un punto de vista, un punto de vista, a través del cual ese individuo ve y comprende el mundo.
Los teóricos del punto de vista enfatizan la utilidad de un concepto de conocimiento naturalista, o experiencial cotidiana. El punto de vista de uno (ya sea reflexivamente considerado o no) determina qué conceptos son inteligibles, qué afirmaciones son escuchadas y entendidas por quién, qué características del mundo son perceptualmente relevantes, qué razones se consideran relevantes y contundentes, y qué conclusiones son creíbles. 
La teoría del punto de vista respalda lo que la teórica feminista Sandra Harding llama una objetividad fuerte, o la noción de que las perspectivas de los individuos marginados y / u oprimidos pueden ayudar a crear nociones más objetivas del mundo. A través del fenómeno "de afuera hacia adentro", estos individuos se colocan en una posición única para señalar patrones de comportamiento que aquellos inmersos en la cultura del grupo dominante no pueden reconocer. La teoría del punto de vista da voz a los grupos marginados al permitirles desafiar el statu quo como el extraño interno. El statu quo es representado la posición de privilegio de los hombres blancos dominantes.
La cultura predominante que enmarca a todos los grupos no es experimentada de la misma manera por todas las personas o grupos. Las opiniones de quienes pertenecen a grupos con más poder social se validan más que las de los grupos marginados. Aquellos en grupos marginados deben aprender a ser biculturales, o "transitar" por la cultura dominante para sobrevivir, a pesar de que esa perspectiva no sea la suya. 

## Historia
Los primeros antecedentes de la teoría del punto de vista pueden situarse en la obra de Georg Wilhelm Friedrich Hegel, que en su Fenomenología del Espíritu (1807) analizó comparativamente las diferentes perspectivas, o puntos de vista, puestos en juego en lo que llamó la dialéctica del amo y el esclavo. Afirmó que la relación amo - esclavo tiene que ver con las posiciones de pertenencia de las personas, y los grupos afectan la forma en que las personas se sitúan respecto del conocimiento y del poder. También Karl Marx analizó cómo la posición de un trabajador da forma a su conocimiento [cita requerida]. El trabajo esencial sobre la relación entre los puntos de vista sociales y el conocimiento, es decir, la visión del mundo, ha sido presentada por uno de los fundadores de la sociología del conocimiento, Karl Mannheim, que a menudo se pasa por alto. El concepto ha sido discutido durante mucho tiempo en Sociología del conocimiento, también en confrontación con la teoría crítica en la Escuela de Frankfurt, donde se consideraba relativista (Mannheim vs. Horkheimer) (citar). 
Los desarrollos más recientes en los estudios feministas tienen un enfoque similar, pero se centran en algunos aspectos particulares. Por ejemplo. Nancy Hartsock utilizó las ideas de Hegel sobre el amo y el esclavo, y las ideas de Marx sobre la clase y el capitalismo como inspiración para analizar cuestiones de sexo y género. Publicó "The Feminist Standpoint: Developing Ground for an Specifically Feminist Historical Materialism" en 1983. 
La teoría contemporánea del punto de vista  a menudo se centra en las posiciones sociales como el género, la raza, la clase, la cultura y el estado económico. [7] La teoría del punto de vista busca desarrollar una epistemología feminista particular, que valore las experiencias de las mujeres y las minorías como fuente de conocimiento [8].
Entre los teóricos destacados se incluyen Dorothy Smith, Nancy Hartsock, Donna Haraway, Sandra Harding, Alison Wylie, Lynette Hunter y Patricia Hill Collins.